# Casalingo Superpiù
Casalingo Superpiù (Who's the Boss?) è una sit-com statunitense con Tony Danza, Judith Light, Alyssa Milano, Danny Pintauro, e Katherine Helmond. Fu trasmesso per otto stagioni sul network americano ABC dal 1984 al 1992. In Italia la serie è andata in onda brevemente su Odeon TV nel 1988 in prima visione italiana, proponendo però solo le prime due stagioni (le uniche doppiate in italiano e in seguito replicate).

## Trama
Il vedovo Anthony Morton "Tony Micelli" (Tony Danza) è un vecchio giocatore di baseball nella squadra dei St. Louis Cardinals che è stato costretto a ritirarsi a causa di un problema alla spalla. Per trovare un luogo migliore dove crescere sua figlia, Samantha (Alyssa Milano), decide di lasciare Brooklyn. Finisce per trovare lavoro in Fairfield (Connecticut) come baby-sitter per conto di una donna in carriera divorziata di nome Angela Bower (Judith Light). I Micelli si trasferiscono a casa Bower. Altri componenti del cast erano Danny Pintauro che interpretava il figlio di Angela e Katherine Helmond nei panni di Mona Robinson (Moira nella versione italiana), l'attempata femme fatale madre di Angela.
Il titolo originale dello show (Who's the Boss?, ossia Chi è il capo?) si riferisce all'inversione dei ruoli tradizionali da parte dei personaggi, infatti una donna interpreta quella che "porta il pane a casa" mentre un uomo quello che bada alla casa, quindi la domanda che ci si pone è che sia in realtà il "boss", il capo. La serie ha anche cambiato lo stereotipo che gli Italo-Americani ignorassero la vita fuori dalla città.
Il contrasto tra il sempliciotto, spontaneo Tony e la razionale, piena di self-control Angela sfocia nell'attrazione reciproca. Nonostante ci fossero chiari segnali di tale attrazione lungo tutta la serie, Tony e Angela non hanno consumato subito la loro relazione, ed hanno avuto varie relazioni. Angela era fidanzata con un uomo di Geoffrey Wells (Robin Thomas), mentre Tony ha avuto molte fidanzate che andavano e venivano, tra le quali Kathleen Sawyer (Kate Vernon) nelle stagioni sei e sette. Finalmente all'inizio dell'ottava stagione, Tony e Angela hanno confessato l'amore l'uno per l'altra, e hanno intrapreso una relazione che durerà fino alla fine della serie, che non si concluderà con il prevedibile matrimonio ma in modo più ambiguo. Ciò fu dovuto principalmente dal fatto che il network considerava il matrimonio come una conclusione definitiva della serie. Inoltre Tony Danza, apertamente contrario al matrimonio, disse che sarebbe stata una conclusione che avrebbe stravolto gli ideali trasmessi lungo tutto lo show.
Ad aver procurato un tetto a Tony e Samantha a Brooklyn, è stata la figura materna della vicina Mrs. Rossini (Rhoda Gemignani) che appare saltuariamente in ogni stagione. Una delle sue apparizioni più importanti fu nell'episodio di Natale della seconda stagione, in cui la famiglia di Tony che vive in un appartamento in cui lui ha trascorso l'infanzia rischia di essere sfrattata. Grazie alla signora Rossini, che evocherà lo spirito del Natale, la situazione si risolverà per il meglio. Alla fine della puntata, Tony torna nell'appartamento ricordando di come era triste e arrabbiato quando suo padre morì. Successivamente, Danza dichiarò che questo episodio era basato su una sua vera esperienza di vita, infatti suo padre era morto tempo prima mentre Danza stava recitando nella serie TV Taxi.
Nell'autunno del 1990, con Samantha che inizia il college e Jonathan alla scuola superiore, Casalingo Superpiù, come altre serie che andavano avanti da anni, cadde vittima dell'ingresso di un nuovo "bel bambino" nel cast. Per la settima stagione, i produttori aggiunsero infatti il personaggio di Billy (Jonathan Halyalkar), un bambino di cinque anni che proveniva dal quartieri di Brooklyn dei Micelli. Sconvolge comicamente la vita di Tony, ma anche quella di altri personaggi, e passa da apparizioni saltuarie ad apparizioni regolari. In un'intervista successiva ad E! True Hollywood Story riguardo alla serie, Katherine Helmond sottolineò il fatto che Halyalkar era un grande interprete ma il suo inserimento nella storyline era stato alquanto forzato, e secondo lei avrebbero dovuto inserirlo nella serie molto tempo prima.
Nel 1991, dopo poco meno di sette stagioni consecutive trasmesse di martedì sera, Casalingo superpiù fu spostato alla domenica sera, seguito dalla longeva Genitori in blue jeans (Growing Pains). Originariamente sospettata dagli spettatori che questa mossa fosse dovuta agli scarsi ascolti del martedì e del mercoledì (rispettivamente), la ABC smentì queste voci inserendo la domenica un altro longevo show chiamato Balki e Larry - Due perfetti americani (Perfect Strangers) nel febbraio 1992. Tutti e tre gli show, insieme con il nuovo cartone Capitol Critters, lanciarono la nuova serata a tema I Love Saturday Night. Mentre Balki e Larry - Due perfetti americani subì un incremento negli ascolti grazie all'astuto spostamento, Casalingo Superpiù (analogamente a Growing Pains) registrò gli ascolti più bassi di sempre, fino a che il network non prese la decisione di cancellare la serie mentre era ancora in onda. La series finale dalla durata speciale di un'ora fu trasmetta di domenica, il 25 aprile 1992, insieme agli episodi conclusivi di Growing Pains e MacGyver, che solo in quell'occasione fu trasmesso di domenica, mentre tutta l'ultima stagione fu trasmessa di lunedì.

## Episodi
| Stagione         | Episodi | Prima TV USA | Prima TV Italia |
| ---------------- | ------- | ------------ | --------------- |
| Prima stagione   | 22      | 1984-1985    |                 |
| Seconda stagione | 26      | 1985-1986    |                 |
| Terza stagione   | 24      | 1986-1987    |                 |
| Quarta stagione  | 24      | 1987-1988    |                 |
| Quinta stagione  | 25      | 1988-1989    |                 |
| Sesta stagione   | 26      | 1989-1990    |                 |
| Settima stagione | 25      | 1990-1991    |                 |
| Ottava stagione  | 24      | 1991-1992    |                 |

## Sigla d'apertura
La canzone utilizzata per la sigla d'apertura, "Brand New Life", fu scritta dai creatori della serie e produttori esecutivi Martin Cohan e Blake Hunter, e la musica composta da Larry Carlton e Robert Kraft. Ci furono tre diverse musiche utilizzate durante la trasmissione della serie. La prima versione, utilizzata nelle prime due stagioni, era interpretata da Tony Danza stesso. La seconda versione, che fu utilizzata dal 1986 al 1990, fu interpretata da un cantante di musica country, Steve Wariner. La terza versione fu utilizzata per le ultime due stagioni.

## Adattamenti della serie negli altri paesi
In Italia la serie venne acquistata e trasmessa in prima visione dalla nascente Odeon TV nel 1988, ma furono doppiate solo le prime due stagioni, le uniche viste in Italia. Per ovviare facili ironie sul personaggio di "Mona Robinson", nell'adattamento italiano il nome venne modificato in "Moira", il titolo italiano della sitcom era invece un chiaro riferimento al popolare film di Terence Hill Poliziotto Superpiù.
Il format di Casalingo Superpiù fu fonte di ispirazione per la produzione di prodotti televisivi di altri paesi. Nel 1990, The Upper Hand fu trasmesso nel Regno Unito mentre la versione originale era trasmessa a livello regionale. Fu anche realizzata una versione in Spagnolo, prodotta in Messico da TV Azteca e Sony Pictures Television International, che debuttò nel 1998 sotto il titolo di Una familia con Ángel, con Laura Luz e Daniel Martínez; fu trasmesso negli Stati Uniti dal network Telemundo.
Lo show fu trasmesso in versione doppiata in Germania con il titolo Wer ist hier der Boss? dal 1992 su RTL Television, e l'anno successivo il canale produsse 15 brevi episodi con un cast tedesco. Lo show era intitolato Ein Job fürs Leben (Il lavoro di una vita). Tony si chiamava Vito, un uomo Italiano trasferitosi a Berlino che era stato appena scacciato da una squadra di calcio. Angela Bower si chiamava Barbara Hoffman, la loro casa si trovava nel quartiere Othmarschen di Amburgo. Nonostante queste piccole differenze, durante le riprese furono utilizzati i copioni originali.
Nel 2005, il network Argentino Telefé realizzò anch'esso una versione locale, chiamata ¿Quién es el jefe? (traduzione diretta del titolo Americano) con Nicolás Vázques, Gianella Neyra e Carmen Barbieri. Nel 2006, il network Colombiano Caracol TV fece lo stesso, producendo ¿Quién manda a quién? (che era il titolo dello show originale quando fu doppiato in Spagnolo).
Una versione Polacca, I kto tu rządzi?, debuttò nel 2007, con Małgorzata Foremniak e Bogusław Linda. La versione Russa, Kto v dome hoziain? (Chi è il capo in questa casa?) fu trasmessa su CTC - Moskva nel 2005, con Andrej Noskov, Anna Nevskaja e Darija Bondarenko.
Trasmesso in Francia a partire dal 1987, prima su "Antenne 2" (l'attuale "France 2") e poi su M6. Qui lo show fu ribattezzato "Madame est servie" (letteralmente "La signora è servita", parodia del motto "Il pranzo è servito").
In Turchia, è stato trasmesso con il titolo di "Partom Kim?" ("Chi è il capo?) su ATV Turkey.